# Lukas Friedrich Reinhard

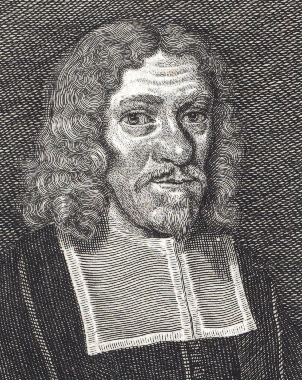
Lukas Friedrich Reinhard

Lukas Friedrich Reinhard (auch Lucas Friedrich Reinhardt; * 7. Februar 1623 in Nürnberg; † 27. Mai 1688 in Altdorf bei Nürnberg) war ein deutscher lutherischer Geistlicher, Theologe und Kirchenlieddichter.

## Leben
Reinhard war Sohn eines Kürschners. Sein Taufpate war Lukas Friedrich Behain von Schwarzbach (* 1587; † 1648). Er erhielt seine erste Bildung privat, dann besuchte er die Spitalschule, die Sebaldusschule und schließlich das Egidiengymnasium. 1638 wechselte er an die Universität Altdorf, an der er 1639 den Bakkalaureusgrad und 1644 den Magistergrad erhielt. Auf Veranlassung seines Paten ging er 1644 an die Universität Helmstedt und wurde ebenso durch seinen Paten für die Reichstadt Nürnberg zum Thorner Religionsgespräch entsandt. In Helmstedt studierte er hauptsächlich unter Georg Calixt und Konrad Hornejus. 1648 wechselte er schließlich an die Universität Jena, wo er im Haus von Johannes Musaeus aufgenommen wurde.
Reinhard kam 1649 nach Altdorf. Dort wurde er Professor der Theologie an der Universität und zugleich Diaconus. 1654 wurde er zudem Archidiakon in Altdorf. Die Ämter übte er bis zu seinem Tod aus. 1667 veröffentlichte er einen Katechismus für die Jugend, 1668/1669 war er Rektor der Universität.

## Werke (Auswahl)
- Theologiae Christianae Dogmaticae Synopsis, Hagen, Altdorf 1660.
- Synopsis Theologiae Christianae Dogmatica, Endter, Nürnberg 1661 (verteidigt von Wolfgang Gundling).
- Eröffneter Sonntag-Epistel-Schrein: oder Derselben Summarische Betrachtungen, Göbel, Altdorf 1664.
- Miscellaneorum de pericopis, uti vocantur, epistolicis monitorum stachyologia, Schönstaedt, Altdorf 1671.
- Hört auf zu Trauern und zu Klagen, Kirchenlied gedruckt in der Altdorfer Liedertafel und im Schleusinger Gesangbuch.